# Asparagi

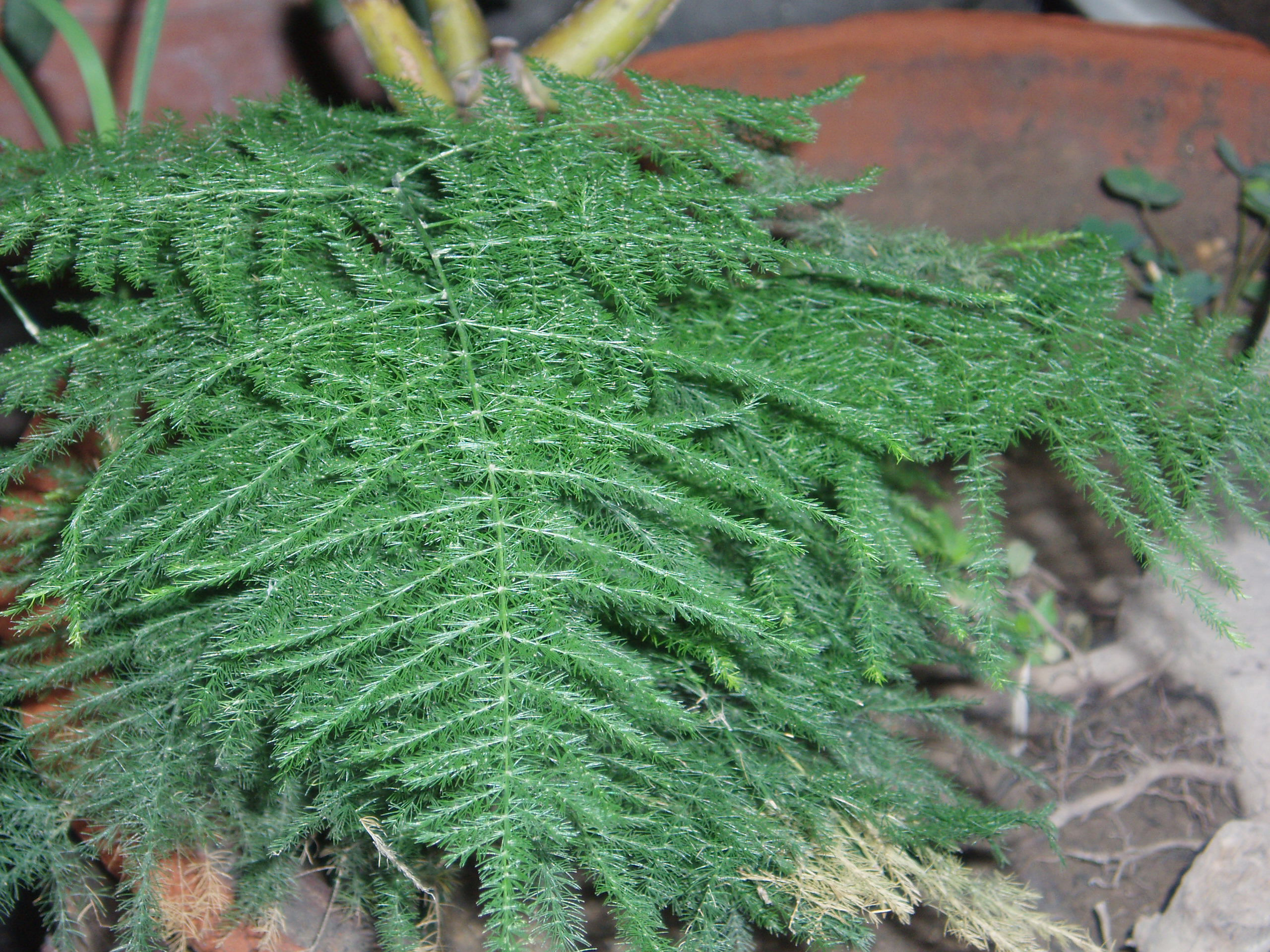
Asparagus

Asparagi, na classificação taxonômica de Jussieu (1789), é uma ordem botânica da classe Monocotyledones com estames perigínicos (quando os estames se inserem à volta do nível do ovário).
Apresenta os seguintes gêneros:
- Dracaena, Dianella, Hipogonum, Flagellaria, Asparagus, Callixene, Philesia, Medeola, Trillium, Paris, Convallaria, Ruscus, Smilax, Dioscorea, Tamnus, Rajania.